# كريستينا فويرش صعب
كريستينا فويرش صعب (بالإنجليزية: Christina Fulton)‏ هي ممثلة أمريكية، ولدت في 26 يونيو 1967 في الولايات المتحدة.

## أعمال

### أفلام
- (1992) دراكولا[5][6]
- (1998) ثعبان العيون[7]

## وصلات خارجية
- كريستينا فويرش صعب على موقع IMDb (الإنجليزية)
- كريستينا فويرش صعب على موقع ألو سيني (الفرنسية)
- كريستينا فويرش صعب على موقع أول موفي (الإنجليزية)
- كريستينا فويرش صعب على موقع قاعدة بيانات الأفلام السويدية (السويدية)
- كريستينا فويرش صعب على موقع قاعدة بيانات الفيلم (الإنجليزية)
- كريستينا فويرش صعب على موقع كينوبويسك (الروسية)